# Římské divadlo v Orange
Římské divadlo v Orange je historická památka z 1. století n. l. ve městě Orange v jižní Francii. 

## Historie

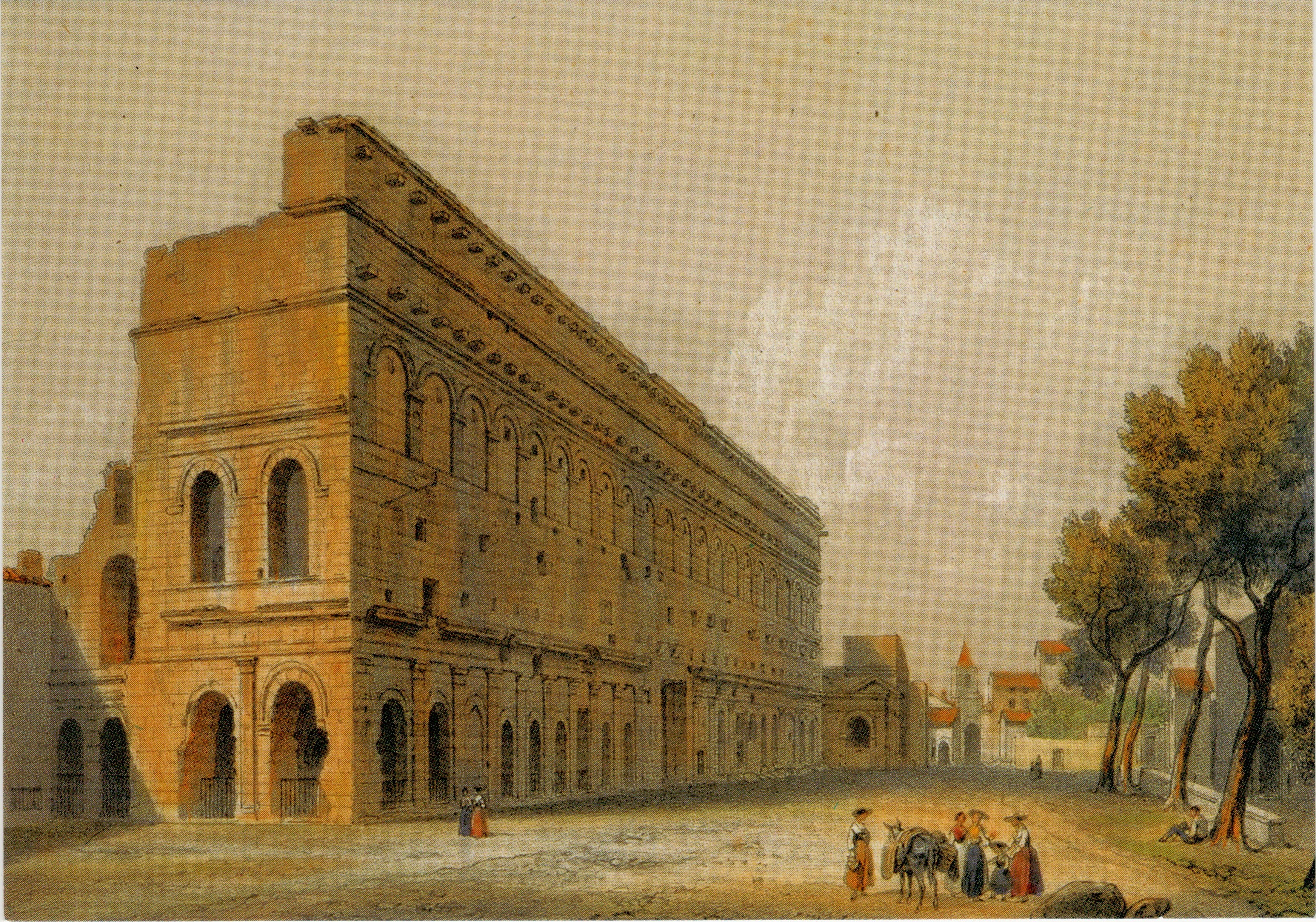
Římské divadlo na malbě z 18. století

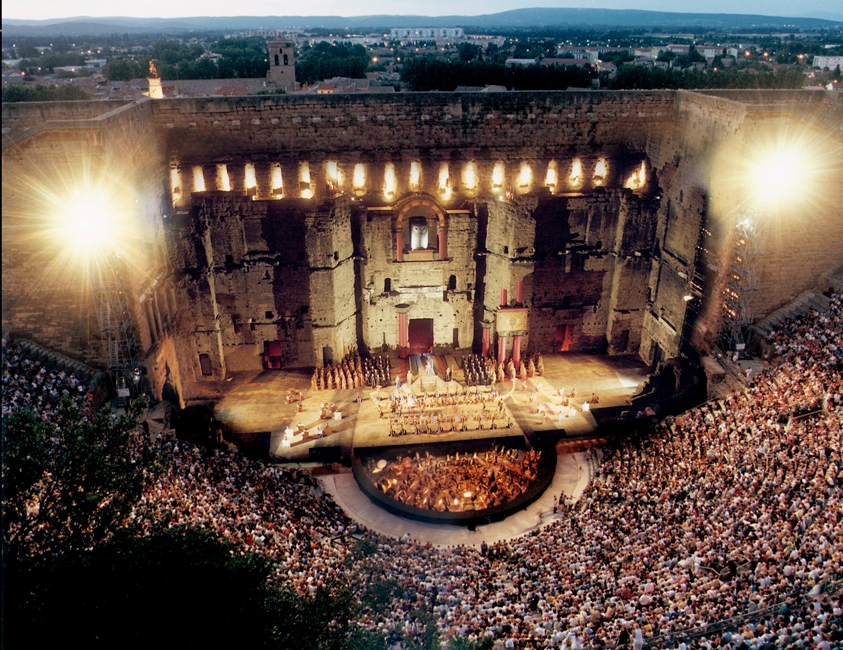
Divadlo během operního festivalu

Divadlo bylo postaveno v době Starověkého Říma, v roce 40 př. Kr. založené římské kolonie Arausio (Orange), a je jedním z nejzachovalejších divadel z období antiky. V životě tamních obyvatel hrálo divadlo velkou roli a trávili zde mnoho volného času. Vstup na představení byl pro veřejnost zdarma. Římští vládci města divadlo využívali nejen jako prostředek k šíření kultury v koloniích, nýbrž způsob, jak obyvatelstvo odklonit od nežádoucích politických aktivit. Nejčastějším druhem přestavení byla pantomimická a básnická vystoupení, která někdy trvala celý den. Pro diváky, kteří si mohli vychutnávat propracované efekty, byly vytvářeny nádherné kulisy. 
Když se ve 4. století Římská říše rozdělila a na jejím území se začalo šířit křesťanství, bylo divadlo v Orange v roce 391 církevním výnosem uzavřeno. Opuštěné divadlo bylo později poničeno barbary a ve středověku sloužilo jako obranná bašta. V 16. století v době náboženských nepokojů sloužilo jako útočiště obyvatel města. 
Ludvík XIV. při své návštěvě města označil průčelí divadla jako nejkrásnější zeď svého království („C'est la plus belle muraille de mon royaume“). 
Za francouzské revoluce bylo divadlo přeměněno na vězení, kde byli za nelidských podmínek drženi odpůrci revolučního běsnění. Celkem bylo zavražděno 322 osob z Orange, včetně 32 jeptišek známých jako mučednice z Orange.
Teprve v roce 1824 byla zahájena rozsáhlá renovace objektu pod vedením architekta Augusta Caristieho. Od roku 1869 se v "antickém" divadle opět konají pravidelná představení a koncerty. V témže roce se zde rovněž konal operní festival oslavují Starověký Řím, v roce 1902 ustanovený jako každoroční letní festival a přejmenován na "Chorégies d'Orange" (jméno bylo odvozeno ze starověké římské daně, kterou platily osoby s příjmy nad stanovenou hranici a která byla určena výhradně na financování divadelní produkce v celém římském státě, díky čemuž byl vstup do veřejných divadel v celém státě a pro všechny zdarma.). 
Odhaduje se, že původní římské divadlo mělo v době svého vzniku 10 000 míst. V současnosti je zde 7 000 míst. Z původních řad se dochovaly jen první tři.
Spolu s městem Orange a vítězným obloukem v Orange bylo římské divadlo v roce 1981 zapsáno na Seznam světového dědictví UNESCO.